# Робер Нивел
Роберт Жорж Нивел (на френски: Robert Georges Nivelle) е френски артилерийски офицер, който участва в Боксерското въстание и Първата световна война. Той е опитен командир и организатор на полевата артилерия на полково и дивизионно ниво. Кариерата му рухва след провала на офанзивата му на Западния фронт през пролетта на 1917 г.

## Биография
Нивел е роден на 15 октомври 1856 г. във френския провинциален град Тюл, Корез. Баща му е французин, а майка му е английска протестантка.
Завършва Екол политекник през 1878 г., след което служи в Индокитай, Алжир и Китай като артилерийски офицер. През октомври 1914 г., след началото на Първата световна война, е произведен в бригаден генерал. През 1915 г. става командир на дивизия, след което командва 3-ти армейски корпус, който допринася за възпирането на германската офанзива в битката при Вердюн в началото на 1916 г. През май 1916 г. той наследява генерал Филип Петен като командир на 2-ра армия при Вердюн. Той използва пълзящи артилерийски баражи в две особено успешни френски контраатаки там (през октомври и декември), което позволява на французите да завземат почти всички територии, които са били спечели от германците през последните шест месеца.
След този успех Нивел е рязко повишен в службата си и наследява генерал Жозеф Жофър като главнокомандващ френските армии. Той обявява, че методите му от Вердюн могат да спечелят цялата война. Британският министър-председател Дейвид Лойд Джордж сърдечно подкрепя плановете на Нивел за фронтални атаки, провеждани с точна координация на масивни артилерийски обстрели. Той поставя британските армии във Франция под командването на Нивел, за да подпомогне голямата му офанзива. Нивел, обаче, постепенно губи подкрепата на собствените си подчинени офицери и последното му настъпление по фронта на Ен през април 1917 г. се проваля – германските линии остават непокътнати, докато французите понасят повече от 120 000 жертви. Макар това да са много по-малко жертви, отколкото при Вердюн, Нивел е предрекъл голям успех, поради което народът остава с чувство на разочарование. През следващия месец настъпват многобройни бунтове в редиците на френските армии. На 15 май 1917 г. Нивел е заменен от Петен като главнокомандващ френските сили, а през декември 1917 г. е назначен на служба в Северна Африка. Това на практика го изключва от пряко участие във войната. Завръща се във Франция след края на войната през ноември 1918 г., а през 1921 г. се пенсионира.
Робер Нивел умира на 22 март 1924 г., а тялото му е погребано в Дома на инвалидите в Париж.